# Xabier Álvarez de Eulate
Xavier Álvarez de Eulate (San Sebastián, Guipúzcoa, 26 de abril de 1919 - Bermeo, Vizcaya, 16 de marzo de 2012) fue un fraile franciscano y artista español.

## Biografía
Estuvo dos años en Madrid, estudiando en la Academia de Bellas Artes de San Fernando, coincidiendo con Daniel Vázquez Díaz y Jorge Oteiza. En 1949 participó en la exposición de nuevos artistas Artista Berrien Erakustazokan y se ordenó sacerdote.
Durante la Guerra Civil de España permaneció en Pamplona, donde conoció al pintor Jesús Basiano con el que trabó amistad. Volvió en 1940 a Aránzazu, donde conoció a los pintores Valentín Zubiaurre e Ignacio Zuloaga.
En 1949 participó en la Exposición de Artistas Noveles de la Diputación Foral de Guipúzcoa.
Amplió sus conocimientos plásticos con Daniel Vázquez Díaz que le sugirió el camino de la abstracción que le condujo hacia la plástica de campos de color al estilo del ruso-norteamericano Mark Rothko, y con Jorge Oteiza, que ya en 1954 le definió como «un gran valor nuevo». De la complicidad artística de Oteiza, con quien mantuvo una gran amistad de por vida tras su colaboración entre 1950 y 1954 en la decoración interior de la Basílica de Aránzazu, logró la abstracción casi plena en la representación de los símbolos cristianos.
Tras residir en Italia, Francia y Cuba, tuvo que salir del país tras la revolución castrista expulsado junto con el resto de hermanos franciscanos, siendo destinado en 1962 al convento de los PP. Franciscanos de Olite, en donde realizará prácticamente toda su obra pictórica. Tras residir más de 50 años en esta localidad, es considerado a nivel histórico como el primer pintor abstracto de Navarra.
Falleció un viernes, el 16 del marzo de 2012, en Bermeo.

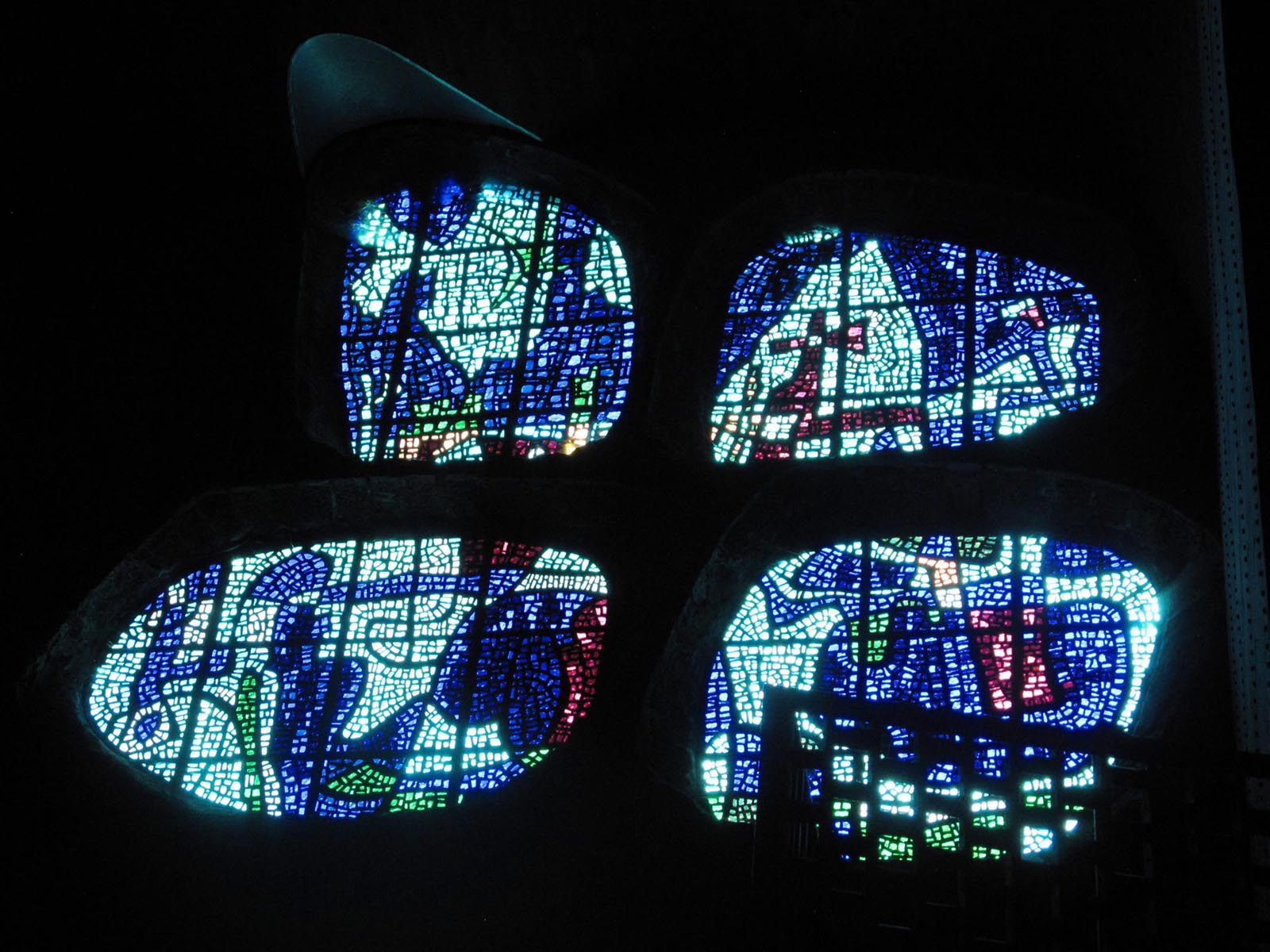
Vidriera del Santuario de Aránzazu

## Obras
En 1950 le asignaron la tarea de crear las vidrieras del Santuario de Aránzazu, proyecto del que también formaron parte los arquitectos Luis Laorga y Francisco Javier Sáenz de Oiza, así como los artistas Jorge Oteiza, Eduardo Chillida, Néstor Basterretxea, Lucio Muñoz y otros. Aunque esta basílica se proyectó en 1953, no se terminó su construcción hasta 1969, principalmente porque la obra no agradaba a las autoridades franciscanas. En esta situación se forjó la gran amistad artística que le unió a Oteiza, que ejerció gran influencia en su posterior trayectoria y en sus obras.

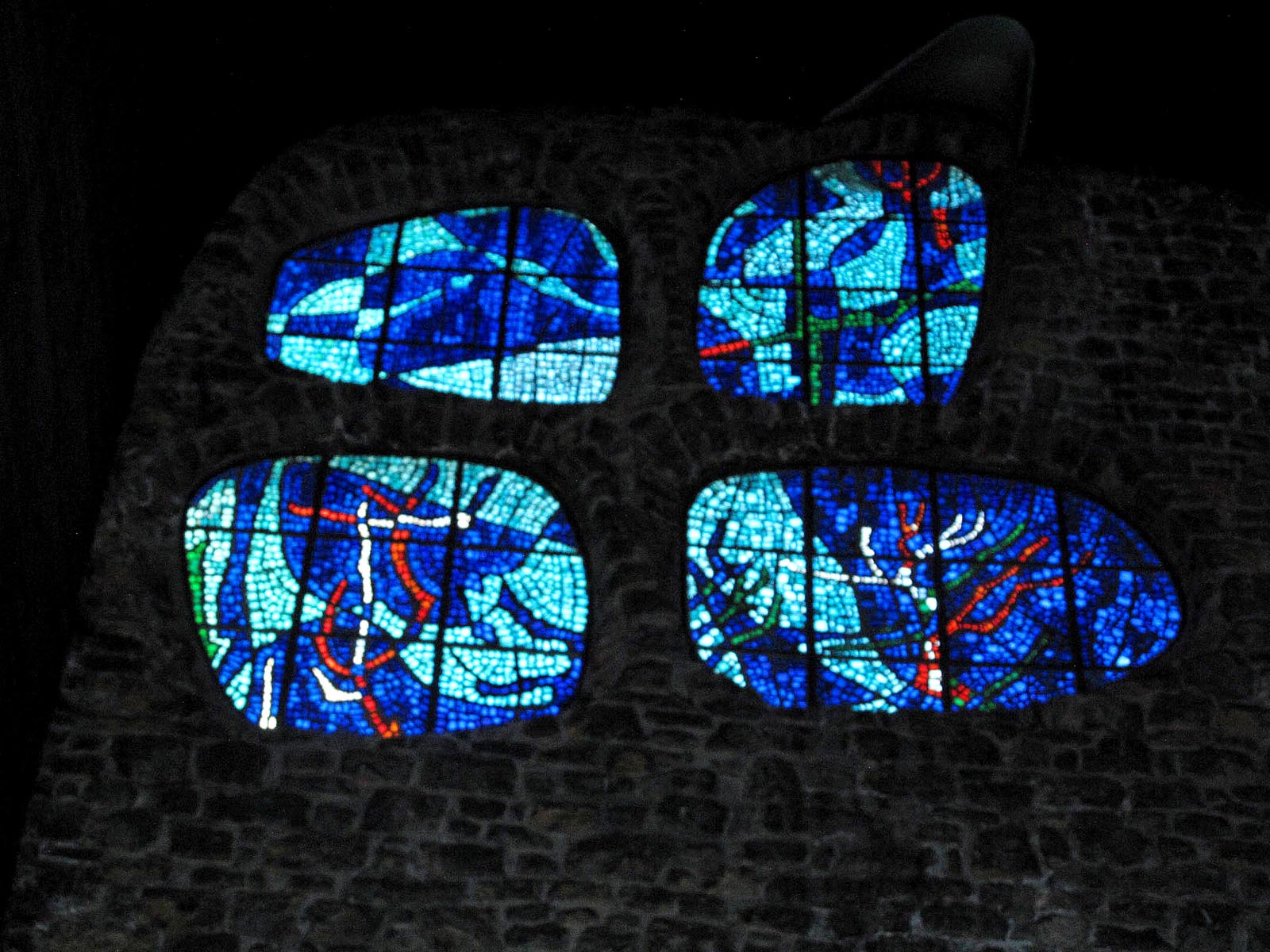
Vidriera del Santuario de Aránzazu

Colaboró con sus ilustraciones en los libros del poeta y ensayista franciscano Salvador Michelena (1919-1965), autor del poema Aránzazu.
Sus obras fluyen sin ningún artificio desde el arte figurativo al abstracto, dentro de unas coordenadas místico-poéticas que unen la luz y el color.
Pueden encontrarse obras suyas desde Metz hasta la basílica de San Antonio en La Habana. 
En el País Vasco encontramos: 
- las vidrieras de Aránzazu (1954-1985); su colorida obra refleja la necesidad de lo sobrenatural y de recrear un misticismo tangible: “Pretendo elevar al espectador a una realidad superior, llevarlo de lo visible a lo invisible pero real”.[8]
- el retablo de la iglesia de San Ignacio, en el barrio de Loyola de San Sebastián;
- el retablo de los benedictinos de Oñate;
- el retablo de la basílica de la Magdalena de Vergara.

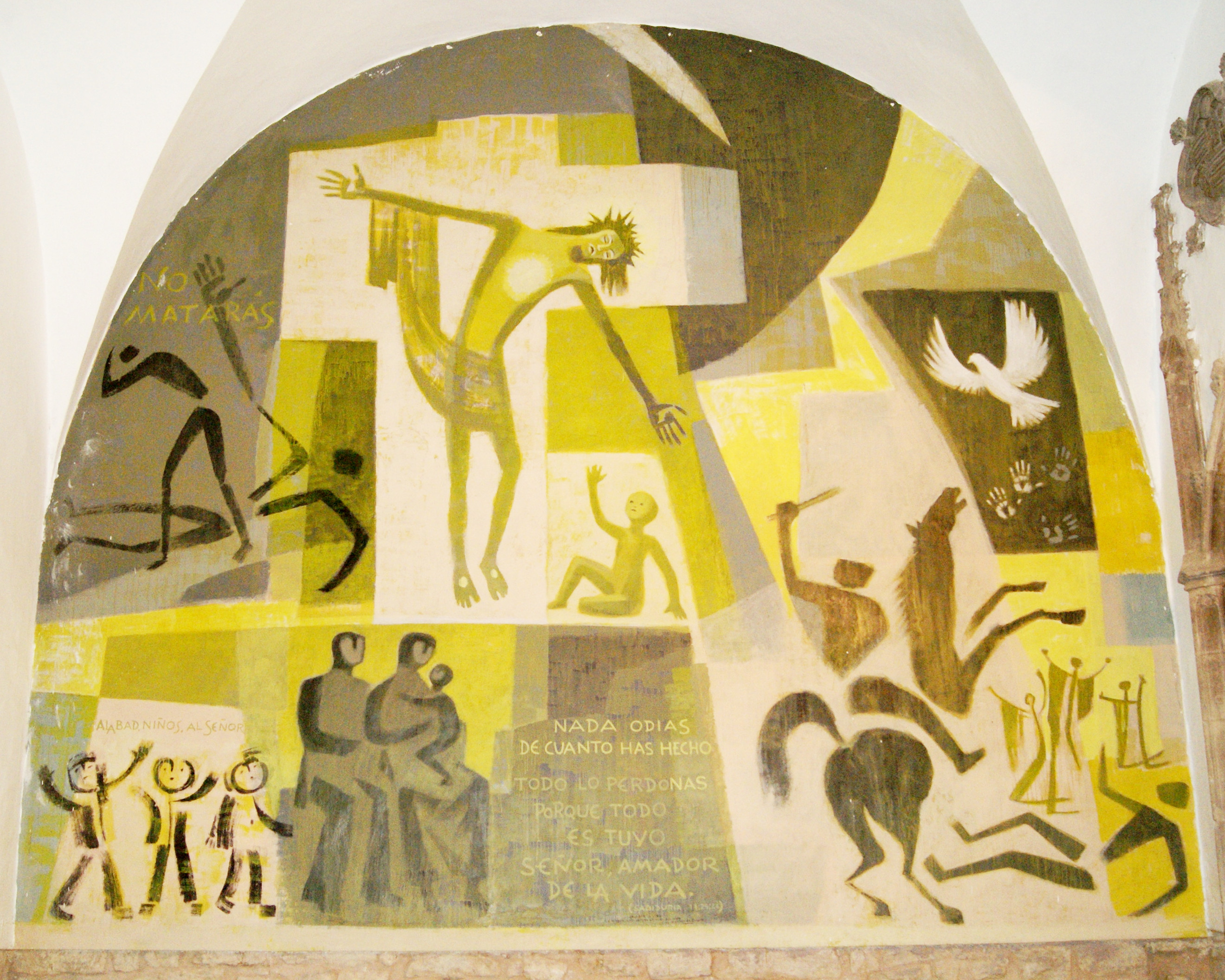
Pintura Mural de Javier Álvarez de Eulate (PP. Franciscanos - Olite)

En Navarra, el retablo de la iglesia de Santa Isabel de Cintruénigo, y pinturas murales en el Convento de San Francisco de Olite donde residió durante 50 años, así como cuadros que regaló a varios vecinos de Olite y Tafalla.
En 1978 participó en una exposición junto con otros cuatro franciscanos en el museo de San Telmo de San Sebastián.
En 2005 se celebró una exposición con sus pinturas en el claustro de la iglesia de San Francisco en San Sebastián. 
En mayo de 2011 se le rindió homenaje dedicándole el II Día de Aránzazu, con una conferencia sobre su obra, una exposición retrospectiva y una visita organizada a las vidrieras. Por otro lado, en 2011 también la sala Kutxa Boulevard de San Sebastián organizó una exposición con una muestra de su extensa obra.